# 피파니 헴
티퍼니 헬름(Tiffany Helm, 1964년 5월 12일 ~ )은 미국의 배우이다.
뉴욕에서 태어났다.

## 영화
- 레드 레터 데이 (2019년)
- 13일의 금요일 5 (1985년)